# Ciboria viridifusca
Ciboria viridifusca är en svampart som först beskrevs av Karl Wilhelm Gottlieb Leopold Fuckel, och fick sitt nu gällande namn av Franz Xaver von Höhnel 1926. Ciboria viridifusca ingår i släktet Ciboria och familjen Sclerotiniaceae.  Arten är reproducerande i Sverige. Inga underarter finns listade i Catalogue of Life.